# Hvad holder sammen på en sten
Hvad holder sammen på en sten er en samtidsroman af Arn Lou, som handler om den unge Christians urealistiske drømme om at blive filminstruktør. Imidlertid har han svært ved at finde frem til det, han virkelig gerne vil fortælle, og det er først efter en afgørende konfrontation med sin egen dystre fortid, at han bliver i stand til at sætte tingene i perspektiv.

## eksterne links
- romanens hjemmeside Arkiveret 10. marts 2007 hos  Wayback Machine

| Bog | Spire Denne artikel om bøger og tidsskrifter er en spire som bør udbygges. Du er velkommen til at hjælpe Wikipedia ved at udvide den. |